# Полигирос
Полигирос (грч. Πολύγυρος) је град и седиште истоимене општине и округа Халкидики, на југоистоку периферије Средишња Македонија, Грчка. Град се налази 60 км југоисточно од најближег већег града, Солуна.

## Назив града
Постоји више могућих начина како је настало име, од којих је најчешће помињано порекло од две грчке речи „много“ (poly) и „снажан“ (geros).

## Географске одлике
Полигирос се налзи у унутрашњости Халкидикија на знатној висини од 426 м н. в. Град се налази близу географске средине полуострва. Град је смештен на југозападним падинама централног планинског била Халкидикија.

## Становништво
Полигирос по последњем попису из 2021. године има 6.488 становника. Према последњим пописима кретање становништва било је:
| 1981. | 1991. | 2001. | 2021. |
| ----- | ----- | ----- | ----- |
| 5.239 | 4.501 | 6.232 | 6.488 |

## Историја
Верује се да је на месту данашњем Полигироса било старогрчко насеље Аполонија, које је 348. п. н. е. уништила Спарта. Први помен града под садашњим именом је у византијском спису из 1080. г. 1430.. г. град и околину поседају Османлије и припајају санџаку са средиштем у Солуну. Месно становништво никада није прихавтило власт Турака, па су овде били чести устанци против поробљивача. Тек су 1912. године. Полигирос и Халкидики припојени савременој Грчкој.

## Знаменитости
У Полигиросу се налази месни археолошки музеј са богатом збирком предмета из свих епоха антике.